# Lossini
Lossini (en rus: Лосиный) és un poble (un possiólok) de l'óblast de Sverdlovsk, a Rússia, segons el cens del 2010 tenia 2.355 habitants.